# Buon viaggio
Buon viaggio è un album del cantante italiano Simone Tomassini, accreditato semplicemente come Simone, uscito il 27 maggio 2005.

## Tracce
Testi e musiche di Simone Tomassini, eccetto dove indicato.
1. Fatto di cartone
2. Portami con te
3. Noi
4. Quanto mi dai
5. Dimmelo tu
6. Buon viaggio (musica: Simone Tomassini, Riccardo Di Filippo)
7. Abito lei (testo: La Pina)
8. Nancy
9. Dea
10. Quasi un re
11. Solemare (musica: Simone Tomassini, Riccardo Di Filippo)
12. Tra le nuvole
13. Quando sei ragazzo
14. Abbi cura di te